# Diego Maradona

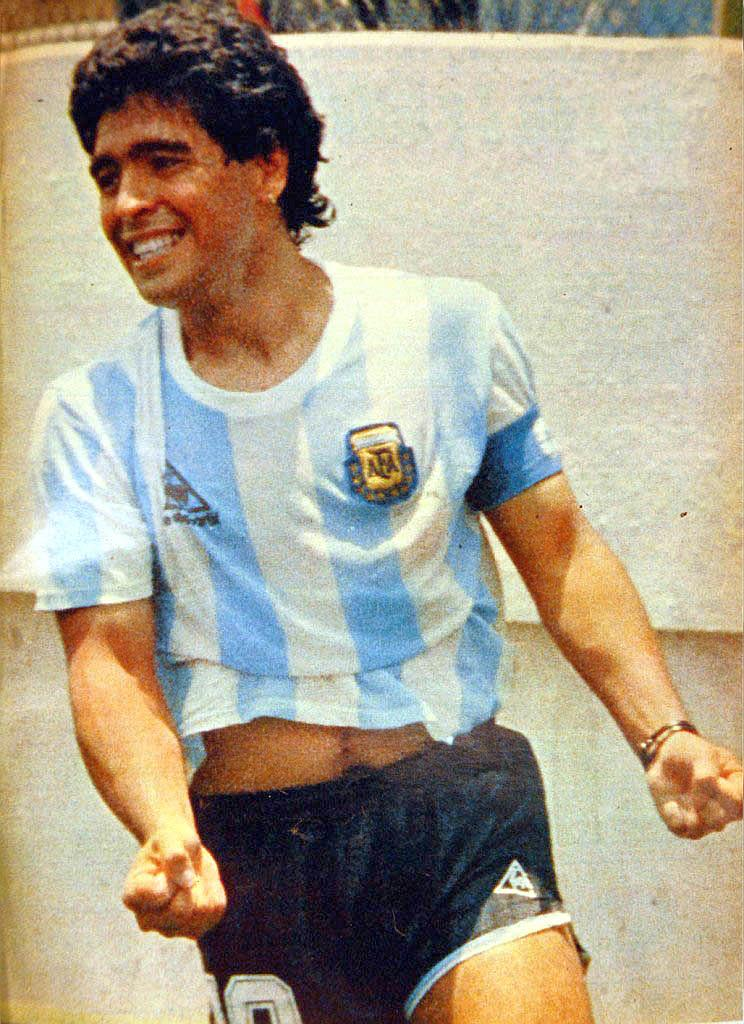
Maradona tegen Italië in 1986

Diego Armando Maradona (Buenos Aires, 30 oktober 1960 – Dique Luján, 25 november 2020) was een Argentijns profvoetballer en voetbaltrainer. Hij wordt beschouwd als een van de beste voetballers ooit. Op het WK in 1986 was hij dé vedette, die Argentinië naar de wereldtitel leidde. Het Italiaanse Napoli hielp hij in 1987 aan een eerste landstitel. In 1991 werd hij bij Napoli geschorst wegens cocaïnegebruik. Op het WK van 1994 werd hij na twee wedstrijden naar huis gestuurd, nadat hij positief was getest op de drug efedrine. Tussen november 2008 en juli 2010 was hij bondscoach van het Argentijns voetbalelftal.

## Jeugd
Maradona groeide op in een arme familie in Villa Fiorito, een sloppenwijk ten zuiden van Buenos Aires. Hij groeide op met drie oudere zussen en twee jongere broers, Hugo en Eduardo, die later ook profvoetballer zouden worden. Op tienjarige leeftijd werd Diego Maradona ontdekt toen hij voetbalde bij Estrella Roja, een club bij hem in de buurt. Hij werd opgenomen in de jeugdopleiding van Argentinos Juniors, de club waar later ook talenten als Fernando Redondo, Lucas Biglia en Juan Román Riquelme vandaan zouden komen. Als twaalfjarige ballenjongen vermaakte hij het publiek tijdens de wedstrijden van het eerste elftal door de bal hoog te houden in de rust.

## Carrière als speler

### Argentinos Juniors
Op 20 oktober 1976, tien dagen voor zijn zestiende verjaardag, maakte Maradona zijn professionele debuut voor Argentinos Juniors tegen Talleres de Córdoba waarmee hij de jongste speler in de geschiedenis van de Argentijnse Primera División werd. Op 14 november 1976 scoorde hij zijn eerste doelpunt tegen Atlético San Lorenzo uit Mar del Plata. In de vijf jaar dat Maradona voor de club speelde, scoorde hij 115 doelpunten in 167 wedstrijden.

### Boca Juniors
Op 20 februari 1981 tekende Maradona een contract bij Boca Juniors, dat hem voor een transfersom 4 miljoen dollar van Argentinos Juniors had overgenomen. Twee dagen later debuteerde hij tegen Talleres de Córdoba en scoorde direct twee keer in de 4-1 overwinning van zijn nieuwe club. Op 10 april speelde Maradona zijn eerste Superclásico tegen River Plate in het La Bombonera stadion. Boca versloeg River met 3-0 en Maradona maakte een doelpunt nadat hij eerst Alberto Tarantini en Fillol voorbij was gedribbeld. Dat seizoen won hij zijn enige landstitel in zijn geboorteland.

### FC Barcelona
In 1982 nam FC Barcelona Maradona voor één miljard peseta's over van Boca Juniors, destijds een recordbedrag. Spelersmakelaar Josep Maria Minguella speelde een voorname rol in de transfer. De Argentijn kende aanpassingsproblemen en in december, net wanneer het sportief beter begon te gaan, kreeg Maradona geelzucht. Hij was tot maart 1983 uitgeschakeld. Na zijn terugkeer leidde Maradona FC Barcelona naar winst in de Copa del Rey en de Copa de la Liga. In de finale om de Copa de la Liga tegen Real Madrid wist hij er met een mooi doelpunt zelfs voor te zorgen dat de supporters van aartsrivaal Real hem een staande ovatie gaven. Op de vierde speeldag van het seizoen 1983/84 brak Maradona zijn been na een woeste tackle van Athletic Bilbao-verdediger Andoni Goikoetxea. Na vier maanden maakte de Argentijn zijn rentree tegen Sevilla FC en hij scoorde direct tweemaal. Uiteindelijk maakte Maradona dat seizoen elf competitiedoelpunten en FC Barcelona eindigde op één punt achterstand op landskampioen Athletic de Bilbao. De laatste wedstrijd van Maradona als blaugrana was de finale van de Copa del Rey in 1984, die met 1-0 werd verloren van Athletic de Bilbao. Na langdurige provocaties gedurende de wedstrijd reageerde Maradona en trapte moedwillig een tegenstander, waarna een vechtpartij tussen de spelers van FC Barcelona en Athletic de Bilbao ontstond.

### SSC Napoli
In 1984 maakte Maradona de overstap naar het Italiaanse Napoli. Er was interesse van verschillende grote clubs in Italië voor de Argentijn, maar de keuze voor de club uit Napels was verrassend. In zijn eerste seizoen loodste hij het voorheen met degradatie bedreigde Napoli naar de achtste plaats. Maradona werd al vlug beloond met de aanvoerdersband. In het seizoen 1986/87, nadat hij met Argentinië wereldkampioen was geworden, pakte hij voor het eerst in de clubgeschiedenis de landstitel.
In de zeven seizoenen die Maradona bij Napoli speelde werd de club tweemaal landskampioen en werd eenmaal de UEFA Cup gewonnen, in 1989. Maradona was de spil van het beroemde middenveld 'MaGiCa' (Maradona, Giordano en Careca) en werd er ongekend populair. Als eerbetoon besloot de club in 2000 om zijn rugnummer "10" nooit meer te gebruiken en werd het thuisstadion op 4 december 2020 omgedoopt tot Stadio Diego Armando Maradona, negen dagen na zijn dood.

### Einde carrière
Na een dopingschorsing van 15 maanden wegens gebruik van cocaïne speelde Maradona in het seizoen 1992/93 voor het Spaanse Sevilla. Daarna trok hij terug naar Argentinië om er een seizoen voor Newell's Old Boys en twee seizoenen voor Boca Juniors te spelen. In 1997 stopte Maradona met professioneel voetbal.

## Interlandcarrière
Maradona debuteerde voor Argentinië op 27 februari 1977 tegen Hongarije. Hij was toen 16 jaar oud. Voor het WK van 1978 in Argentinië werd Maradona door bondscoach Menotti nog buiten de selectie gelaten. Iets dat Maradona zijn hele verdere leven betreurde vanwege het feit dat Argentinië het WK in eigen land won. Op het WK van 1982 in Spanje was hij er voor het eerst bij, maar een groot succes werd dit niet. Hoewel hij twee keer scoorde tegen Hongarije in de groepsfase (4-1 winst), werd Argentinië in de tweede ronde uitgeschakeld: Maradona pakte rood en Brazilië won met 3-1

### WK 1986

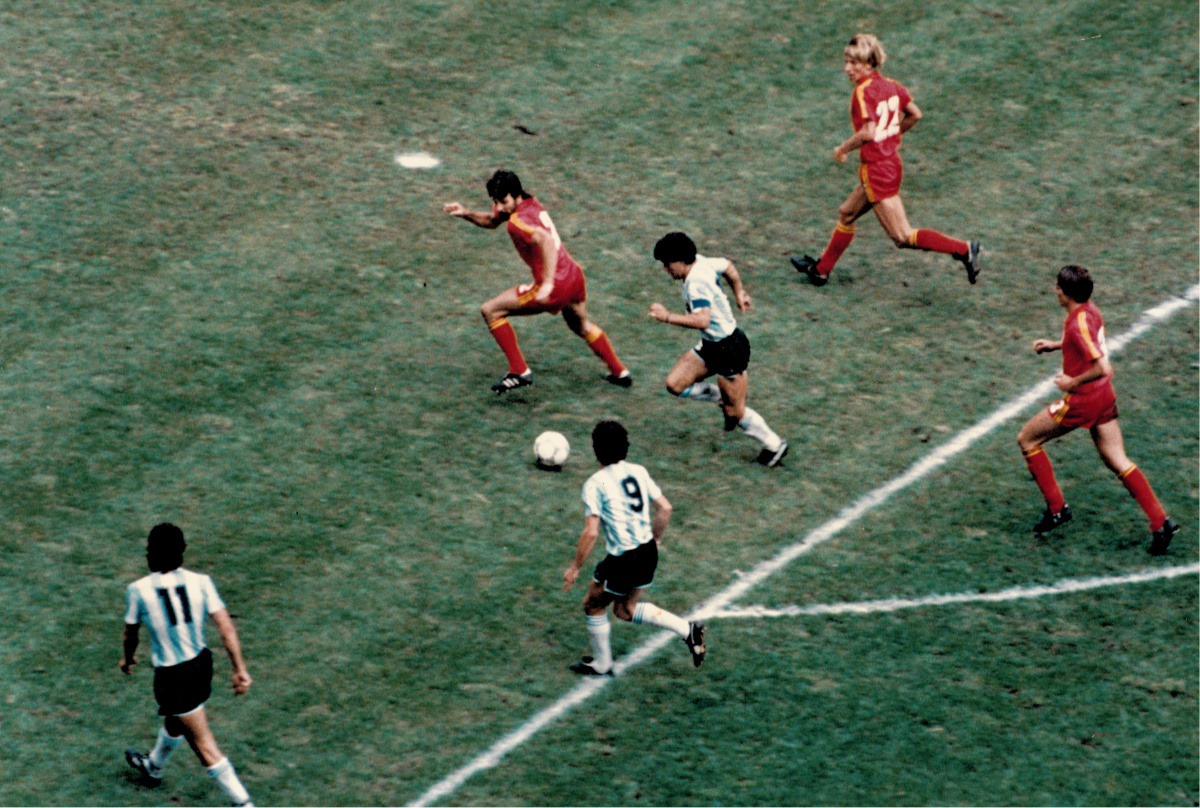
Diego Maradona aan de bal.
Argentinië-België, WK 1986

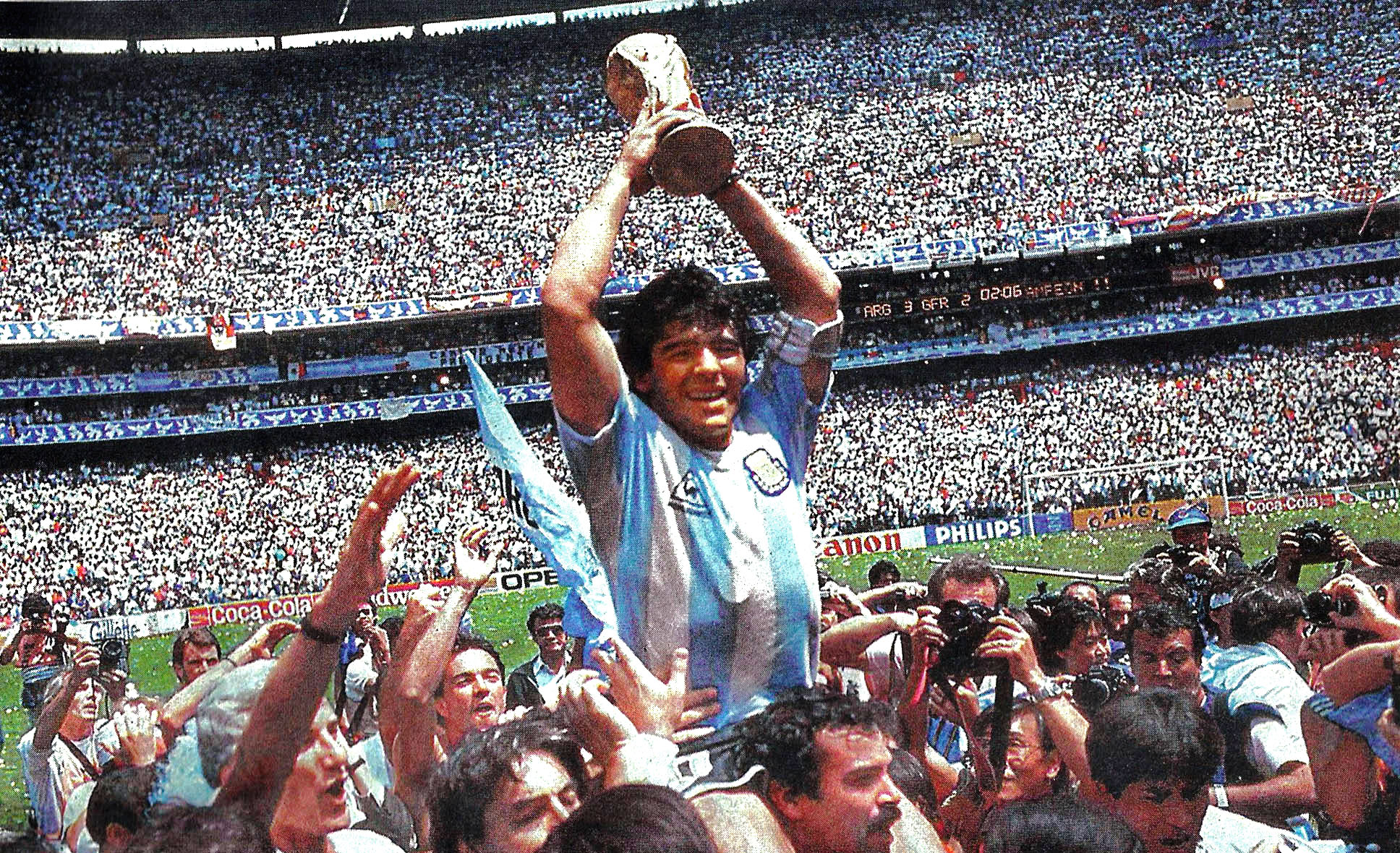
Diego Maradona, winnaar WK 1986 met Argentinië.

In 1986 mocht Maradona mee naar het WK in Mexico. Na overwinningen tegen Zuid-Korea en Bulgarije en een 1-1-gelijkspel tegen Italië, waarin Maradona voor de gelijkmaker tekende nadat Italië op voorsprong was gekomen, eindigde Argentinië op de eerste plaats in de poule. In de achtste finale werd Uruguay met 1-0 verslagen. In de kwartfinale tegen Engeland, vier jaar na de Falklandoorlog, was Maradona niet te houden: eerst opende hij de score met een handsbaldoelpunt, daarna dribbelde hij op spectaculaire wijze doorheen de Engelse defensie om voor de 2-0 te tekenen. Dit tweede doelpunt werd later door een door de FIFA georganiseerde internetpeiling uitgeroepen tot goal van de eeuw. De wedstrijd eindigde in 2-1. In de gewonnen halve finale tekende Maradona opnieuw voor twee doelpunten, deze keer tegen België. In de finale tegen West-Duitsland gaf Argentinië een 2-0-voorsprong uit handen, maar op aangeven van Maradona scoorde Jorge Burruchaga in de 84e minuut het winnende doelpunt. Maradona was dé sterspeler en werd beschouwd als de dan beste voetballer ter wereld

#### "De hand van God"
Hoewel het duidelijk handsspel was, werd Maradona's eerste goal in de kwartfinale tegen Engeland goedgekeurd. Bijna twintig jaar zal hij volhouden: "Dat was de hand van God". In een interview met de ARD gaf hij in 2006 toch de handsbal toe. Dat hij in diezelfde wedstrijd scoorde na een geweldige rush is tekenend voor de twee kanten van Maradona's persoon: de valsspeler en het voetballend genie.

### WK 1990
In 1990 vond het WK plaats in Italië. Argentinië eindigde in de groepsfase achter Kameroen en Roemenië, maar ging toch door als beste derde. In de achtste finale volstond een doelpunt van Claudio Caniggia voor de overwinning tegen Brazilië. In de kwartfinale trof Argentinië Joegoslavië. Het bleef 0-0 en het werden strafschoppen. Maradona miste de zijne, maar het werd toch 3-2 voor de Argentijnen. In de halve finale trof Argentinië Italië, uitgerekend in het Stadio San Paolo, het stadion van Napoli, waar Maradona toen speelde. De meeste Napoli-supporters wilden Argentinië en Maradona zien verliezen. Na een 1-1-gelijkspel kwam het opnieuw tot strafschoppen. Maradona trapte de zijne binnen en het werd 4-3 voor Argentinië. In de finale, waarin Maradona uitgefloten werd door de Italiaanse supporters, verloor Argentinië van West-Duitsland na een laat strafschopdoelpunt van Andreas Brehme.

### WK 1994
In 1994 werd de intussen 33-jarige Maradona opnieuw opgenomen in de selectie voor het WK. In de eerste wedstrijd, tegen Griekenland, scoorde Maradona, al was Gabriel Batistuta matchwinnaar met een hattrick. Ook van Nigeria werd gewonnen, maar tegen Bulgarije werd het een 2-0-nederlaag. Niettemin ging Argentinië door, als derde, samen met Nigeria en Bulgarije. Alle drie de landen hadden zes punten. In de achtste finale was Roemenië de tegenstander. Met Gheorghe Hagi als sterspeler won Roemenië met 3-2, Argentinië was dus uitgeschakeld. Daarnaast werd Maradona betrapt op en geschorst voor drugsgebruik. Dit betekende het einde van zijn interlandcarrière, na zeventien jaar en 91 wedstrijden, waarin hij 34 doelpunten scoorde.

## Carrière als trainer Argentijns voetbalelftal
Onder Maradona kwalificeerde Argentinië zich voor het WK voetbal in Zuid-Afrika (2010). Het haalde daar de kwartfinale, maar werd door Duitsland verslagen. Maradona's 'eigen' stijl van coachen zorgde voor veel publiciteit, met name het feit dat hij erg fysiek met zijn spelers omging. Het was oorspronkelijk de bedoeling dat Maradona nog tot aan het WK in 2014 in Brazilië zou aanblijven als bondscoach. Hij wilde na het WK 2010 zijn hele staf behouden, maar de Argentijnse voetbalbond ging hiermee niet akkoord. Toen Maradona vasthield aan zijn eisen besloot de bond zijn contract niet te verlengen. In een reactie sprak Maradona van 'verraad'.

## Waardering
Bij een door de FIFA georganiseerde peiling werd Maradona door het publiek verkozen tot beste voetballer van de twintigste eeuw. De grand jury, bestaande uit officials, journalisten en coaches, tezamen met abonnees van het FIFA-magazine, zetten hem bij dezelfde verkiezing op de derde plaats. Pelé nam hem in maart 2004 op in de door hem opgestelde Lijst FIFA 100 beste spelers.
Zijn fans gaven hem de bijnamen El Diez (Tien), naar zijn rugnummer (10) bij SSC Napoli, en Pelusa (Pluisje).

## Privé
In 2004 scheidde hij na een huwelijk van twintig jaar. Bij zijn echtgenote kreeg hij vijf kinderen. Diego Sinagra, ook bekend onder zijn voetbalnaam Diego Maradona jr., is een buitenechtelijk kind van hem.

## Politiek
Maradona uitte zich herhaaldelijk over politieke kwesties. Hij droeg zijn autobiografie El Diego onder meer op aan Fidel Castro en het Cubaanse volk. Hij had ook tatoeages van Castro en Che Guevara op zijn linkerkuit en rechterbovenarm. Hij steunde de Palestijnse strijd. "In mijn hart ben ik Palestijn", zei hij tegen Palestijns president Mahmoud Abbas en in 2012 omschreef hij zich als "nummer één fan van het Palestijnse volk. Ik respecteer hen en steun het Palestijnse volk zonder enige schroom". Na de Israëlische bombardementen op de Gazastrook in 2014 (duizenden slachtoffers) gaf hij uiting aan zijn woede:"wat Israël de Palestijnen aandoet is schandalig."
Tot zijn vrienden rekende hij o.a. Fidel Castro, Hugo Chávez en Evo Morales.

## Gezondheid

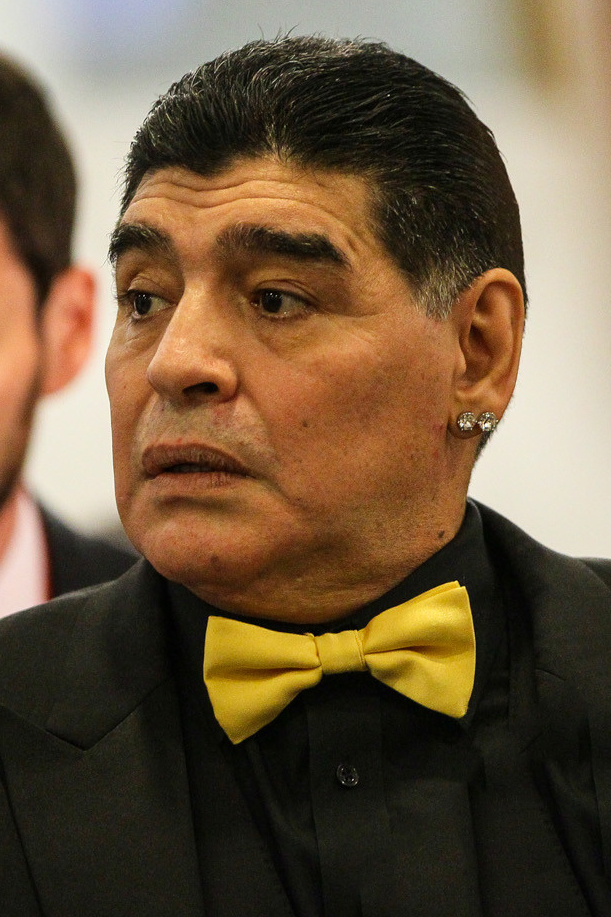
Maradona in 2017

In 2000 werd Maradona opgenomen in een ziekenhuis wegens hartproblemen. Hij ging vervolgens naar een drugskliniek in Cuba.
In april 2004 werd hij in kritieke toestand opgenomen na een hartinfarct veroorzaakt door een overdosis cocaïne. Hij lag dagenlang aan de hartbewaking. Hij leed al geruime tijd daarvoor aan te hoge bloeddruk wegens overgewicht. Nadat hij uit het ziekenhuis was ontslagen, een maagverkleining had ondergaan en vele kilo's was afgevallen, trad hij toe tot het bestuur van zijn oude club Boca Juniors. In april 2007 moest hij wederom in het ziekenhuis worden opgenomen. Na een goede periode was zijn gezondheidstoestand opnieuw uiterst kritiek.
Op 26 juni 2018 moest Maradona in het ziekenhuis worden opgenomen nadat Argentinië zich had weten te plaatsen voor de volgende ronde. Hij leek onder invloed maar gaf zelf aan te kampen met gezondheidsklachten die hem na de wedstrijd te veel werden.
Op 2 november 2020 werd hij geopereerd aan een bloedprop in zijn hersenen. Op 11 november werd hij ontslagen uit de medische kliniek.

### Overlijden
Op 25 november 2020 overleed Maradona in Dique Luján in zijn thuisland thuis aan de gevolgen van een hartstilstand. Na zijn overlijden werden er in Argentinië drie dagen van nationale rouw afgekondigd. Zijn lichaam werd in Buenos Aires opgebaard in het presidentiële paleis. Op de dag van zijn overlijden ontstaken Argentijnse voetbalstadions om 22.00 uur de lichten ter nagedachtenis aan Maradona. Bij de op die dag in Europa gehouden Champions League-wedstrijden werd vooraf aan elke wedstrijd een minuut stilte in acht genomen. Maradona werd op 26 november in besloten kring begraven op de begraafplaats Bella Vista in Buenos Aires.
Na zijn overlijden begon een rechtszaak tegen het medisch team dat hem had behandeld.

## Overzicht
| Seizoen   | Club               | Wedstrijden | Doelpunten | Competitie       |
| --------- | ------------------ | ----------- | ---------- | ---------------- |
| 1976-1980 | Argentinos Juniors | 129         | 80         | Primera División |
| 1980-1982 | Boca Juniors       | 28          | 17         | Primera División |
| 1982-1984 | FC Barcelona       | 36          | 22         | Primera División |
| 1984-1991 | SSC Napoli         | 259         | 115        | Serie A          |
| 1992-1993 | Sevilla            | 26          | 5          | Primera División |
| 1993-1995 | Newell’s Old Boys  | 3           | 0          | Primera División |
| 1995-1997 | Boca Juniors       | 29          | 7          | Primera División |
|           | Totaal:            | 567         | 302        |                  |

- Argentinië: 91 interlands, 34 doelpunten.

## Erelijst
Als speler
 Boca Juniors
- Primera División: 1981 Metropolitano

 FC Barcelona
- Copa del Rey: 1982/83
- Supercopa de España: 1983
- Copa de la Liga: 1983

 SSC Napoli
- UEFA Cup: 1988/89
- Serie A: 1986/87, 1989/90
- Coppa Italia: 1986/87
- Supercoppa Italiana: 1990

 Argentinië
- FIFA-wereldkampioenschap: 1986
- Artemio Franchi Cup: 1993

 Argentinië onder 20
- FIFA-wereldkampioenschap onder 20: 1979

Persoonlijke prijzen
- Topscorer Primera División: 1978 Metropolitano, 1979 Metropolitano, 1979 Nacional, 1980 Metropolitano, 1980 Nacional
- FIFA WK onder 20 Gouden Bal: 1979
- FIFA WK onder 20 Zilveren Schoen: 1979
- Argentijns voetballer van het jaar: 1979, 1980, 1981, 1986
- Zuid-Amerikaans voetballer van het jaar: 1979, 1980
- Olimpia de Oro: 1979, 1986
- Guerin d'Oro (Serie A Voetballer van het Jaar): 1985
- UNICEF Europees Voetballer van het Jaar: 1989/90
- FIFA WK Gouden Bal: 1986
- FIFA WK Zilveren Schoen: 1986
- FIFA WK Meeste Assists: 1986
- FIFA WK All-Star Team: 1986, 1990
- Onze d'Or: 1986, 1987
- L'Équipe Kampioen der Kampioenen: 1986
- United Press International Atleet van het Jaar: 1986
- World Soccer Speler van het Jaar: 1986
- Capocannoniere (topscorer Serie A): 1987/88
- Topscorer Coppa Italia: 1987/88
- FIFA WK Bronzen Bal: 1990
- FIFA WK All-Time Team: 1994
- Zuid-Amerikaans Team van het Jaar: 1995
- Ballon d'Or voor voetbalverdiensten (France Football): 1995
- Wereldelftal van de twintigste eeuw: 1998
- World Soccer Grootste Speler van de Twintigste Eeuw: (#2) 1999
- Argentijns Sporter van de Eeuw: 1999
- Marca Leyenda: 1999
- Rugnummer 10 nooit meer in gebruik door SSC Napoli als erkenning van clubverdiensten: 2000
- FIFA Player of the Century: 2000
- FIFA Doelpunt van de Eeuw (voor zijn tweede doelpunt tegen Engeland in de kwartfinale van het FIFA WK 1986): 2002
- FIFA WK Dream Team: 2002
- Golden Foot: 2003, als voetballegende
- FIFA 100: 2004
- Argentijns Senaat "Domingo Faustino Sarmiento" erkenning voor levenslange prestatie: 2005
- Grootste Voetballer FIFA WK-historie: als nummer 1 verkozen door The Times in 2010
- Grootste Atleet in de Geschiedenis: als nummer 1 verkozen door Corriere dello Sport – Stadio in 2012
- Globe Soccer Awards Player Career Award: 2012
- World Soccer Greatest XI of All Time: 2013
- Grootste Speler Aller Tijden: als nummer 1 verkozen door FourFourTwo in 2017
- Grootste Speler Aller Tijden FIFA WK-historie: als nummer 1 verkozen door FourFourTwo in 2018
- SSC Napoli Topscorer Aller Tijden (1991–2017)
- Hall of Fame van het Italiaans voetbal: 2014
- AFA Team Aller Tijden: 2015
- L'Équipe Top 50 Zuid-Amerikaans Voetballer in de Historie: #2
- International Federation of Football History & Statistics (IFFHS) Legends
- Ballon d'Or Dream Team: 2020

## Trivia
Begin mei 2022 verkocht het veilinghuis Sotheby's het shirt dat Maradona droeg tegen Engeland op het WK in 1986 voor 8,79 miljoen euro. Het truitje was zo meteen het duurste sportattribuut ooit.